# Stanleya pinnata
Stanleya pinnata es una especie de planta con flores de la familia de Brassicaceae.

## Distribución
La planta es originaria de las Grandes Llanuras occidentales y del oeste de Estados Unidos.
Habita en muchos tipos de hábitats abiertos, incluidos desiertos, chaparrales, estribaciones rocosas, acantilados rocosos, artemisas y praderas. Prefiere suelos ricos en yeso y alcalinos.

## Descripción
Stanleya pinnata es una hierba o arbusto que produce varios tallos erectos que alcanzan hasta 1,5 metros de altura. Los tallos son lampiños, a menudo de textura cerosa, y tienen bases leñosas. Las hojas son carnosas, de hasta 15 centímetros de largo por 5 de ancho que se dividen en varios lóbulos largos y estrechos que nacen de los pecíolos.
La parte superior del tallo está ocupada por una larga inflorescencia que es un racimo denso de muchas flores. Cada flor tiene estrechos sépalos amarillentos que se abren para revelar cuatro pétalos de color amarillo brillante, cada uno de hasta 2 centímetros de largo. Los estambres que sobresalen del centro de la flor pueden alcanzar 3 centímetros de longitud.
La fruta es una silicua curva, parecida a un gusano, de hasta 8 centímetros de largo.

## Usos
Era utilizada como una planta medicinal y como fuente de alimento por los pueblos nativos de los Estados Unidos, incluyendo a los Hopi, Zuñi, Paiute, Navajo, Kawaiisu y el pueblo de Tewa.